# Vesicularia golungensis
Vesicularia golungensis är en bladmossart som beskrevs av Brotherus 1908. Vesicularia golungensis ingår i släktet Vesicularia och familjen Hypnaceae. Inga underarter finns listade i Catalogue of Life.